# Новокулындинский сельсовет
Новокулындинский сельсовет — сельское поселение в Чистоозёрном районе Новосибирской области Российской Федерации.
Административный центр — село Новая Кулында.

## История
Статус и границы сельского поселения установлены Законом Новосибирской области от 2 июня 2004 года № 200-ОЗ «О статусе и границах муниципальных образований Новосибирской области»

## Население
| 2002 | 2010 | 2012 | 2013 | 2014 | 2015 | 2016 |
| ---- | ---- | ---- | ---- | ---- | ---- | ---- |
| 1082 | ↘913 | ↘892 | ↘876 | ↘857 | ↘813 | ↘810 |
| 2017 | 2018 | 2019 | 2020 | 2021 |      |      |
| ↘809 | ↗812 | ↘806 | ↘785 | ↘778 |      |      |

## Состав сельского поселения
| № | Населённый пункт | Тип населённого пункта       | Население |
| - | ---------------- | ---------------------------- | --------- |
| 1 | Новая Кулында    | село, административный центр | ↘644      |
| 2 | Покровка         | село                         | ↘245      |
| 3 | Царицыно         | деревня                      | ↗24       |